# Antoine Garapon
Pour les articles homonymes, voir Garapon.
Antoine Garapon, né le 18 juillet 1952 à Caen, est un essayiste et magistrat français. Il est connu du grand public pour ses ouvrages et émissions radiophoniques traitant du droit et de la justice.
Docteur en droit, il a été le secrétaire général de l'Institut des hautes études sur la Justice jusqu'en 2020.
Antoine Garapon est président de la Commission Reconnaissance et Réparation créée à l’automne 2021 par les congrégations religieuses après la publication du "rapport Sauvé" pour les victimes de religieux et de religieuses,.

## Carrière professionnelle
Après une maîtrise de droit privé à l'Université Jean Monnet de Sceaux et un DEA à l'Université Paris II, puis une thèse soutenue en 1982 sur le rituel judiciaire, Antoine Garapon entre à l'École nationale de la magistrature en 1976. Il est nommé juge des enfants à Valenciennes (1980-1982) puis à Créteil (1983-1990). Il est ensuite maître de conférences à l'École nationale de la magistrature (1990-2001).
Il est mis à la disposition, en tant que secrétaire général, de l'Institut des hautes études sur la Justice à compter du 14 décembre 2004.
En août 2015, il est nommé magistrat en hors-hiérarchie à l'Inspection générale des services judiciaires, en tant qu'inspecteur-général adjoint mis à la disposition de l'Institut des hautes études sur la justice.
Dans l'entre-deux-tours de l'élection présidentielle de 2017 qui oppose Emmanuel Macron à Marine Le Pen, il cosigne avec d'autres magistrats une tribune appelant à voter pour Emmanuel Macron contre le Front national. Par arrêté du 29 mars 2019, il est mis à la retraite, tout en étant maintenu en activité à titre exceptionnel.
De 2018 à 2021, il est membre de la Commission indépendante sur les abus sexuels dans l'Église (Ciase).
En novembre 2021, il est désigné par la conférence des religieux et religieuses de France comme président de la Commission indépendante reconnaissance et réparation (des crimes sexuels dans le cadre des congrégations religieuses),.

## Auteur, éditeur et animateur de radio
Il est l'auteur de plus de trente ouvrages consacrés au droit et à la justice. Il explique ainsi son engagement intellectuel.
À compter de 2005, il a animé sur France Culture l'émission Le Bien commun, devenue en 2014 Esprit de justice. Il dirige la collection Bien commun aux Éditions Michalon et fait partie du comité éditorial de la revue Esprit.
Depuis 2016, il anime l'émission Le Bien commun sur la radio Amicus Radio qu'il a cofondée.
Il anime de nouveau l’émission Esprit de justice sur France Culture depuis 2020.

## Publications
- 2025 : Pour une autre justice - La voie restaurative, Paris, PUF
- 2021 : Le numérique contre le politique ; crise de l’espace et reconfiguration des médiations sociales, avec Jean Lassègue, Paris, PUF
- 2018 : Justice digitale : révolution graphique et rupture anthropologique, avec Jean Lassègue, Paris, PUF
- 2010 : Le gardien des promesses : le juge et la démocratie, Paris, Odile Jacob
- 2010 : La raison du moindre état : le néolibéralisme et la justice, Paris, Odile Jacob
- 2008 : Imaginer la loi : le droit dans la littérature, Paris, Michalon
- 2008 : Peut-on réparer l'histoire ? Colonisation, esclavage, Shoah, Paris, Odile Jacob
- 2008 : Les vertus du juge, Paris, Dalloz
- 2007 : Imaginer la loi, Paris, Michalon
- 2006 : Les nouvelles sorcières de Salem : leçons d'Outreau, Paris, Le Seuil
- 2005 : Les juges dans la mondialisation : la nouvelle révolution du droit, Paris, Le Seuil
- 2005 : Les démocraties face au terrorisme, s.l., s.n.
- 2003 : Juger en Amérique et en France : culture juridique française et common law, Paris, Odile Jacob
- 2003 : Les juges, un pouvoir irresponsable ? (ouvrage collectif), Paris, Nicolas Philippe
- 2002 : Des crimes qu'on ne peut ni punir ni pardonner : pour une justice internationale, Paris, Odile Jacob
- 2001 : Et ce sera justice : punir en démocratie, Paris, Odile Jacob
- 2000 : Quelle autorité ? : une figure à géométrie variable, Paris, Autrement
- 1999 : Les politiques de la haine, Paris, Esprit
- 1999 : Le bien commun, Paris, Michalon
- 1999 : Kosovo : un drame annoncé, Paris, Michalon
- 1998 : L'accès au droit en Guyane, Petit-Bourg Guadeloupe, Ibis Rouge Éd. [colloque tenu à Cayenne les 22 et 23 avril 1998]
- 1997 : Bien juger : essai sur le rituel judiciaire, préface de Jean Carbonnier, Paris, Odile Jacob
- 1997 : La justice et le mal, Paris, Odile Jacob
- 1996 : Le gardien des promesses : justice et démocratie, Paris, Odile Jacob
- 1996 : La République pénalisée, Paris, Hachette
- 1995 : Carnets du Palais : regards sur le Palais de justice de Paris, Paris, Albin Michel
- 1995 : La justice des mineurs : évolution d'un modèle, Paris, L.G.D.J. & Bruxelles, Bruylant
- 1994 : Justice et médias : une alchimie douteuse, Paris, Fondation Saint-Simon
- 1989 : Rapport de mission : Slovénie : Ljubljana, 25-26 mai 1989, avec Louise Christian et Wilfried Blaschnek, Paris, Fédération internationale des droits de l'homme.
- 1985 : L'âne portant des reliques : essai sur le rituel judiciaire, préface de Jean Carbonnier, Paris, Le Centurion
- 1982 : Le rituel judiciaire : étude de sociologie juridique sur les formes symboliques du droit, thèse de doctorat de droit privé, [s.l.], [s.n.]